# Альбасетська діоцезія
Альбасе́тська діоцезія (лат. Dioecesis Albasitensis; ісп. Diócesis de Albacete) — діоцезія римського обряду Католицької церкви в Іспанії, з центром у місті Альбасете.  Входить до складу Толедської церковної провінції. Суфраганна діоцезія Толедської архідіоцезії. Заснована 2 листопада 1949 року. Голова — єпископ Альбасетський. Центральний храм — Альбасетський собор.  Площа — 14,926 км². Населення — 402,318 ос.; з них католики — 389,740 ос. (96.9%). Чинний голова — Сіріако Бенавенте Матеос, єпископ Альбасетський.

## Єпископи
- Сіріако Бенавенте Матеос

## Статистика
Згідно з «Annuario Pontificio» і Catholic-Hierarchy.org:
| Рік  | Населення | Населення | Населення | Священики | Священики | Священики | Священики           | Диякони | Ченці    | Ченці | Парафії |
| Рік  | католики  | загалом   | %         | загалом   | секулярні | ченці     | вірних на священика | Диякони | чоловіки | жінки | Парафії |
| ---- | --------- | --------- | --------- | --------- | --------- | --------- | ------------------- | ------- | -------- | ----- | ------- |
| 1950 | 307.000   | 308.270   | 99,6      | 97        | 72        | 25        | 3.164               |         | 54       | 206   | 82      |
| 1958 | 304.500   | 305.000   | 99,8      | 171       | 135       | 36        | 1.780               |         | 115      | 387   | 156     |
| 1970 | 341.660   | 342.260   | 99,8      | 223       | 181       | 42        | 1.532               |         | 59       | 488   | 194     |
| 1980 | 343.000   | 344.000   | 99,7      | 183       | 142       | 41        | 1.874               |         | 57       | 502   | 191     |
| 1990 | 357.000   | 358.000   | 99,7      | 177       | 135       | 42        | 2.016               |         | 66       | 484   | 192     |
| 2000 | 356.327   | 361.327   | 98,6      | 185       | 146       | 39        | 1.926               | 4       | 55       | 428   | 192     |
| 2001 | 356.021   | 361.021   | 98,6      | 187       | 151       | 36        | 1.903               | 3       | 52       | 425   | 192     |
| 2002 | 362.283   | 367.283   | 98,6      | 189       | 153       | 36        | 1.916               | 3       | 52       | 410   | 192     |
| 2003 | 366.953   | 371.787   | 98,7      | 189       | 154       | 35        | 1.941               | 3       | 48       | 374   | 194     |
| 2004 | 371.859   | 376.787   | 98,7      | 195       | 152       | 43        | 1.906               | 3       | 50       | 372   | 194     |
| 2006 | 376.947   | 384.640   | 98,0      | 181       | 149       | 32        | 2.082               | 3       | 42       | 394   | 193     |
| 2012 | 376.947   | 402.318   | 96,9      | 171       | 140       | 31        | 2.279               | 9       | 39       | 312   | 193     |